# Ipoteza cobordismului
În matematică, ipoteza cobordismului, datorată lui John C. Baez⁠(d) și James Dolan, se referă la clasificarea teoriilor topologice extinse ale câmpurilor cuantice (TQFT). În 2008, Jacob Lurie⁠(d) a schițat o dovadă a ipotezei cobordismului, deși detaliile abordării sale nu au apărut încă în literatura de specialitate până în 2022. În 2021, Daniel Grady și Dmitri Pavlov au susținut o dovadă completă a ipotezei cobordismului, precum și o generalizare la bordisme⁠(d) cu structuri geometrice arbitrare.

## Formulare
Pentru o categorie monoidală simetrică {\displaystyle (\infty ,n)}, {\displaystyle {\mathcal {C}}}, care este complet dualizabilă și pentru care fiecare {\displaystyle k}-morfism este adiabil, pentru {\displaystyle 1\leq k\leq n-1}, există o bijecție între functorii monoidali simetrici cu valori în {\displaystyle {\mathcal {C}}} din categoria cobordismelor și obiectele din categoria {\displaystyle {\mathcal {C}}}.

## Motivație
Functorii monoidali simetrici din categoria cobordismelor corespund teoriilor topologice cuantice ale câmpurilor. Ipoteza cobordismului pentru teoriile topologice cuantice ale câmpurilor este analogul axiomelor Eilenberg-Steenrod pentru teoriile de homologie. Axiomele Eilenberg-Steenrod afirmă că o teorie de homologie este determinată în mod unic de valoarea sa pentru punct; în mod similar, ipoteza cobordismului afirmă că o teorie topologică cuantică a câmpurilor este determinată în mod unic de valoarea sa pentru punct. Cu alte cuvinte, bijecția dintre functorii monoidali simetrici cu valori în {\displaystyle {\mathcal {C}}} și obiectele din {\displaystyle {\mathcal {C}}} este determinată în mod unic de valoarea sa pentru punct.